# Ocala
La ville américaine d’Ocala (en anglais [oʊˈkælə]) est le siège du comté de Marion, dans l’État de Floride. Sa population était de 52 488 habitants en 2006, son agglomération en compte 316 183. La ville fut fondée en 1845 près du site de Fort King, un poste militaire construit pendant les guerres séminoles. Avec l'arrivée du chemin de fer en 1881, l'économie de la ville se développa. En 1883, le centre fut détruit par un incendie et fut reconstruit en briques, granite et acier au lieu du bois. Au XXe siècle, Ocala prospéra grâce au tourisme. Elle profita du développement de l'Interstate 75 et de la création du parc de Disney World. En 1984, le centre historique fut classé, notamment la rue d'East Fort King Street connue pour son architecture victorienne.

## Histoire
Le samedi 11 juillet 2020, alors que les fidèles assistent à une messe, un homme utilise une voiture-bélier contre l'église catholique Queen of Peace. Une fois à l’intérieur, il déverse de l’essence dans le sanctuaire et y met le feu avant de prendre la fuite. Il est rattrapé par la police peu de temps après.

## Démographie
| 1850 | 1870 | 1880 | 1890  | 1900  | 1910  |
| ---- | ---- | ---- | ----- | ----- | ----- |
| 243  | 600  | 803  | 2 904 | 3 380 | 4 370 |

| 1920  | 1930  | 1940  | 1950   | 1960   | 1970   |
| ----- | ----- | ----- | ------ | ------ | ------ |
| 4 914 | 7 281 | 8 986 | 11 741 | 13 598 | 22 583 |

| 1980   | 1990   | 2000   | 2010   | - | - |
| ------ | ------ | ------ | ------ | - | - |
| 37 170 | 42 045 | 45 943 | 56 315 | - | - |

## Événement
Au mois de février, Ocala accueille le "Horse In The Sunshine International Show", événement attirant des cavaliers de haut niveau.